# Karl Philipp Lohbauer

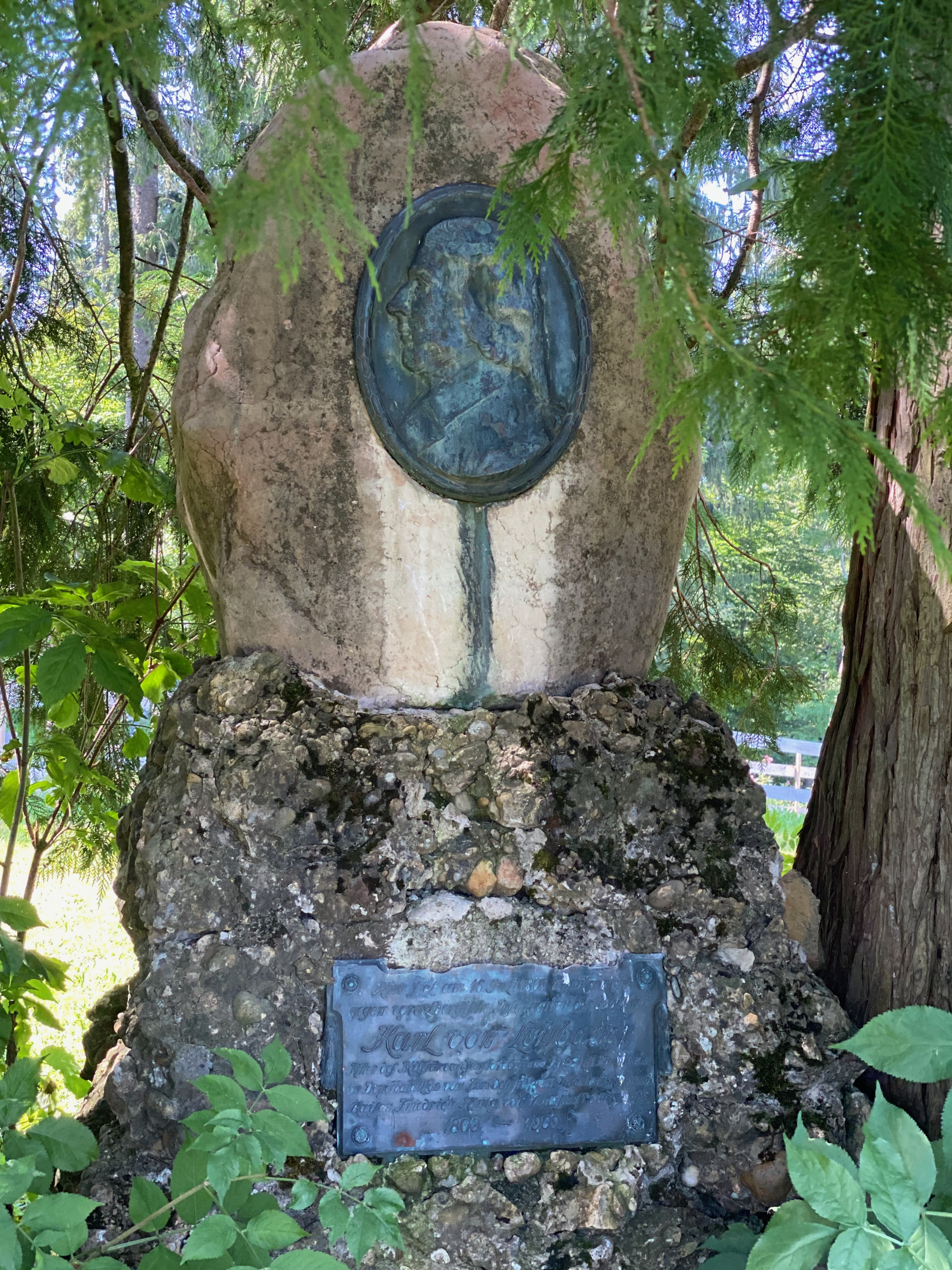
Karl von Lohbauer Denkmal bei Isny

Karl Philipp Lohbauer, auch Karl (Philipp) von Lohbauer (* 30. Juni 1777 in Stuttgart; † 16. Juli 1809 in Isny), war ein deutscher Offizier, Schriftsteller und Dichter.

## Leben und Werk
Karl Philipp Lohbauer wurde 1777 als Sohn des aus Speyer gebürtigen Oberregierungssekretärs Philipp Gottfried Lohbauer in Stuttgart geboren. Nach seinem Unterricht in der Karlsschule trat er erst sechzehnjährig der Württembergischen Armee bei. Er kämpfte in verschiedenen Feldzügen und erhielt Auszeichnungen. Im Range eines Hauptmannes erhielt er später den Militärverdienstorden und den damit verbundenen Personaladel.
In der Tradition seines Vaters trat auch Karl Philipp Lohbauer mit belletristischen Erzeugnissen an die Öffentlichkeit. 1798 erschien in Leipzig sein Lyrikband unter dem schlichten Titel Gedichte beim Verlag Theodor Seeger. Zwei Jahre später wurde beim Verlag Karl Jakob Klett in Stuttgart der Band Reise eines jungen Frauenzimmers von Stuttgart nach Cannanore in Ostindien publiziert. Obschon er 1806 bereits den Abschied von der Armee genommen hatte, um sich ganz dem Privatleben (Lohbauer hatte 1801 geheiratet) und der Literatur zu widmen, kam er 1809 zum Kampfe gegen aufständische Vorarlberger Bauern zurück. Im Juli des Jahres 1809 fiel Lohbauer dann 32-jährig im Felderhalde-Gefecht zwischen den königlich-württembergischen Truppen und den Südtiroler und Vorarlberger Freischärlern. Nach seinem Tod wurden posthum mehrere Bände veröffentlicht: Auserlesene Schriften (1811), Karl von Lohbauers zerstreute Blätter (1813) oder 100 Jahre nach seinem Tode in Isny der Band Karl von Lohbauers auserlesene Gedichte.
Eine 1909 in Isny angebrachte Gedenktafel erinnert an sein erlittenes Schicksal 100 Jahre zuvor.

## Schriften (Auswahl)

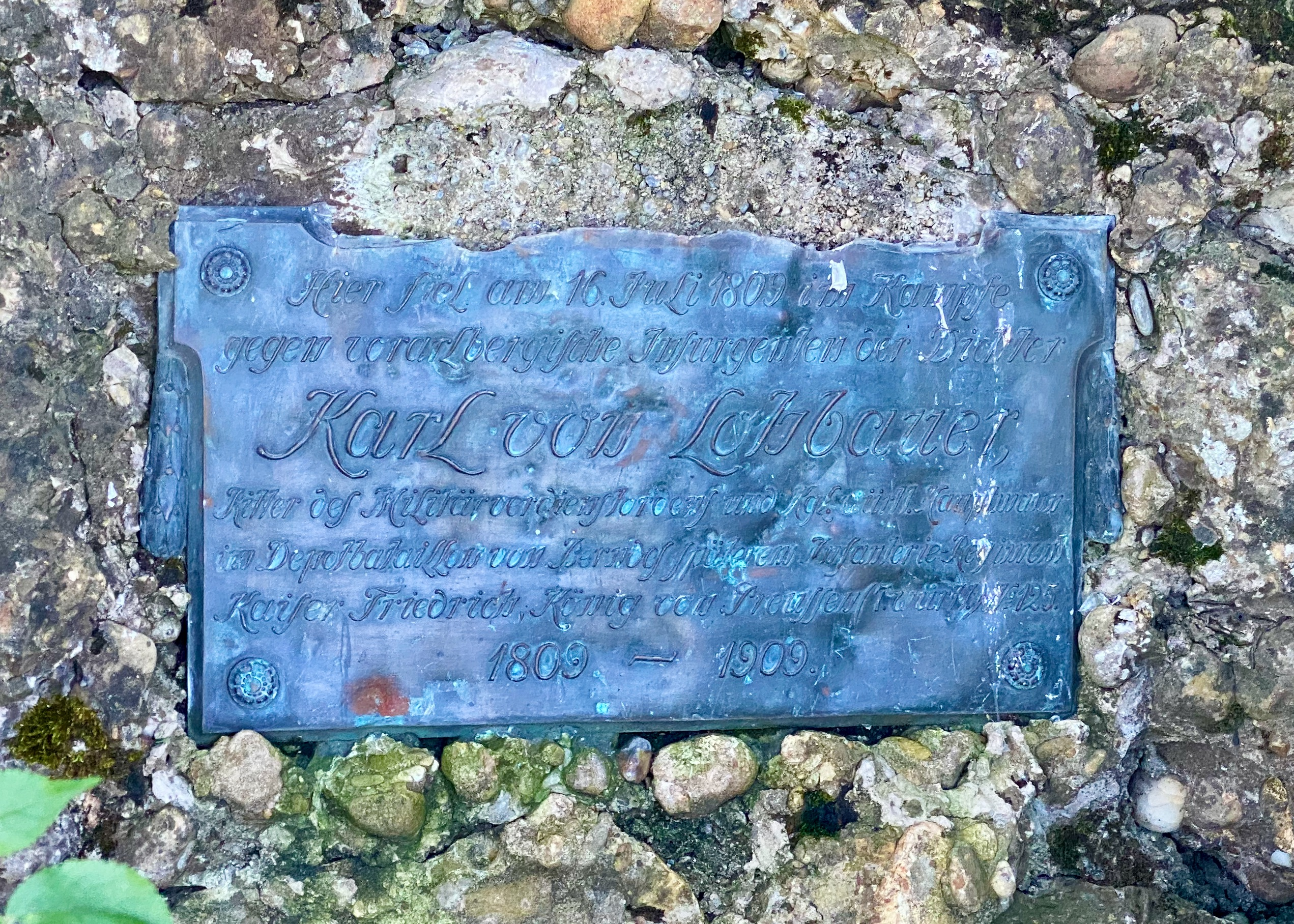
Karl von Lohbauer Gedenktafel

- Gedichte. Lyrik. Theodor Seeger, Leipzig, 1798
- Reise eines jungen Frauenzimmers von Stuttgart nach Cannanore in Ostindien. ?. Karl Jakob Klett, Stuttgart, 1800
- Auserlesene Schriften. Werke, Stuttgart, 1811
- Karl von Lohbauers zerstreute Blätter. Werke. (Hrsg.) Ludwig Pflaum bei Gottlieb Hasselbrink, Stuttgart, 1813
- Karl von Lohbauers auserlesene Gedichte. Lyrik. (Hrsg.) Christian Ludwig Pfeilsticker, Verlag des Herausgebers, Isny, 1909